# Тёрбер, Роусон Маршалл
Роусон Маршалл Тёрбер (англ. Rawson Marshall Thurber; род. 9 февраля 1975, Сан-Франциско, Калифорния) — американский режиссёр, продюсер, сценарист, актёр.

## Ранние годы
Родился в Сан-Франциско в семье адвоката Маршалла Тёрбера.

## Карьера
В 2016 году выступил сценаристом и режиссёром комедии «Полтора шпиона» с Дуэйном Джонсоном и Кевином Хартом.
В 2018 году вышел в прокат боевик «Небоскрёб» от кинокомпании Legendary Pictures, в котором он вновь поработал с Дуэйном Джонсоном. Следующей режиссёрской работой Тёрбера стал боевик кинокомпании Legendary «Красное уведомление» с бюджетом 150 миллионов долларов, в котором снялись Райан Рейнольдс, Галь Гадот и Джонсон. С последним он сотрудничает уже в третий раз. Фильм вышел на Netflix
В 2021 году компания Ubisoft объявила, что Тёрбер станет режиссером фильма «Дивизион» — экранизации серии игр The Division с Джейком Джилленхолом и Джессикой Честейн в главных ролях. Фильм будет выпущен на Netflix.
В 2022 году компания eOne объявила, что Тёрбер напишет сценарий и спродюсирует пилотный эпизод для предстоящего телесериала «Dungeons & Dragons».

## Фильмография
| Год  | Фильм               | Режиссёр | Сценарист | Продюсер |
| ---- | ------------------- | -------- | --------- | -------- |
| 2004 | Вышибалы            | Да       | Да        | Нет      |
| 2008 | Тайны Питтсбурга    | Да       | Да        | Да       |
| 2013 | Мы — Миллеры        | Да       | Нет       | Нет      |
| 2016 | Полтора шпиона      | Да       | Да        | Нет      |
| 2018 | Небоскрёб           | Да       | Да        | Да       |
| 2021 | Красное уведомление | Да       | Да        | Нет      |
| TBA  | Вольтрон            | Да       | Да        | Да       |
| TBA  | Дивизион            | Да       |           |          |